# 4421-es mellékút (Magyarország)
A 4421-es számú mellékút egy bő 30 kilométer hosszú, négy számjegyű országos közút Békés vármegye és Csongrád-Csanád vármegye határvidékén, Tótkomlós és Hódmezővásárhely városokat köti össze.

## Nyomvonala
Tótkomlós központjában ágazik ki a 4432-es útból, annak 43,850-es kilométerszelvénye közelében. Észak felé indul, de pár méter után nyugat-északnyugati irányt vesz, Békéssámsoni út néven. 700 méter után keresztezi a Mezőtúr–Battonya-vasútvonal vágányait, közvetlenül előtte kiágazik belőle egy alsóbbrendű, önkormányzati út a vasút Tótkomlós vasútállomás felé. Kevéssel ezután elhagyja a település utolsó házait is, 1,2 kilométer után pedig már teljesen külterületi részek között halad.
2,8 kilométer után éri el Békéssámson határát, de a település belterületét nem érinti; oda csak a 44 149-es számú mellékút vezet, amely a 9,700-as kilométerszelvényénél ágazik ki az útból dél felé. Ez az út régen – évtizedekkel ezelőtt – még a 4422-es út részét képezte, amely Orosháza és Makó között húzódott, de Békés vármegyei szakaszát mára úgyszólván teljes egészében alsóbbrendű utakká minősítették vissza, részben meg is szüntették. A 4422-esnek itt nagyjából 300 méternyi közös szakasza lehetett a 4421-essel, mivel észak felől a nyomvonala ez utóbbi utat annak majdnem pontosan a 10. kilométerénél éri el.
Nem sokkal a 11. kilométere előtt az út délnyugatnak fordul, így lépi át Csongrád-Csanád vármegye és egyben Hódmezővásárhely határvonalát. Ezután kicsit nyugatabbi irányt vesz, így éri el, a 19. kilométere előtt Erzsébet városrészt. A városközpont szélét a 29. kilométerénél éri el, ott áthalad egy körforgalmú csomóponton, amelybe észak felől a város keleti elkerülője csatlakozik – ez az út a 4418-as és 4459-es utakkal köti össze a 4421-est, de 2020-as állapot szerint önkormányzati útnak minősül. A 4421-es innen még jó másfél kilométert húzódik nyugat felé, Erzsébeti út néven, 30,3 kilométer után keresztezi a Szolnok–Hódmezővásárhely–Makó-vasútvonal vágányait, majd véget is ér, beletorkollva a 4415-ös útba, annak 3. kilométerénél.
Teljes hossza, az országos közutak térképes nyilvántartását szolgáló kira.gov.hu adatbázisa szerint 30,495 kilométer.

## Települések az út mentén
- Tótkomlós
- Békéssámson
- Erzsébet
- Hódmezővásárhely